# Râul Giurgea
Râul Giurgea este un curs de apă, afluent al râului Șușița. 